# Strymon minuta
Strymon minuta är en fjärilsart som beskrevs av Ruggero Verity. Strymon minuta ingår i släktet Strymon och familjen juvelvingar. Inga underarter finns listade i Catalogue of Life.